# George Arthur Miller
George Arthur Miller (6 de dezembro de 1867 – 21 de fevereiro de 1935) foi um jogador de pólo britânico medalhista de ouro nos Jogos Olímpicos de Verão de 1908 em Londres.